# Normandia nua
Normandia Nua é uma comédia dramática francesa dirigida por Philippe Le Guay e lançada em 2018.

## Sinopse
Em Mêle-sur-Sarthe, uma pequena cidade normanda, a crise agrícola está afetando gravemente os criadores implacáveis e arruinados, que buscam ideias para chamar a atenção para sua profissão moribunda.  Eles organizam uma manifestação e um bloqueio na RN 12 perto de Mortagne-au-Perche.  Um fotógrafo de arte americano, Blake Newman, especializado em nudez, procurando o lugar perfeito para criar seu próximo trabalho fotográfico, está preso na estrada por causa da manifestação.  Durante o encontro entre Newman e George Balbuzard, agricultor e prefeito da cidade, este decide criar um burburinho na mídia para ajudar seus irmãos agricultores: Balbuzard o contrata para fotografar as pessoas da aldeia nuas, uma vez que elas já estão profissionalmente nuas.  Mas os normandos estão relutantes em se despir, especialmente o açougueiro da cidade, que sabe que todos os homens gostariam de ver o corpo nu de sua esposa Gisèle, ex-Miss Calvados. Entre brigas familiares ancestrais e pudor generalizado, a foto de arte moderna composta de nus no meio do Champ Chollet e o burburinho político realmente acontecem?  Newman fica impaciente, porque a posição do sol em breve será desfavorável e os figurantes demoram para chegar.

## Ficha técnica
- Título: Normandia nua
- Direção: Philippe Le Guay
- Roteiro: Philippe Le Guay, Olivier Dazat e Victoria Bedos
- Fotografia: Jean-Claude Larrieu
- Montagem: Monica Coleman
- Cenário: Emmanuelle Duplay
- Música: Bruno Coulais
- Produtor: Anne-Dominique Toussaint 
  - Coprodutor: Pascal Judelewicz
- Produção: Les Films de Tournelles 
  - Co-produção: SND, France 2 Cinema e Acajou Productions
- Distribuição: SND
- País de origem: França
- Gênero: Comédia dramática
- Duração: 105 minutos
- Lançamento: 10 de janeiro de 2018

## Elenco
- François Cluzet: Georges Balbuzard, o prefeito
- Toby Jones: Blake Newman, o fotógrafo americano
- François-Xavier Demaison: Thierry Levasseur, o parisiense que se estabeleceu no campo
- Pila Groyne: Chloé Levasseur, a menina parisiense, ativista dos direitos dos animais
- Arthur Dupont: Vincent Jousselin, o filho do antigo fotógrafo
- Daphne Dumons: Charlotte
- Grégory Gadebois: Roger, o açougueiro
- Philippe Duquesne: Férol, o farmacêutico
- Lucie Muratet: Gisèle, ex-Miss Normandia, a esposa do açougueiro
- Philippe Rebbot: Eugène, um fazendeiro, verdadeiro proprietário do Champ Chollet
- Patrick d'Assumçao: Maurice, um fazendeiro, falso proprietário do Champ Chollet
- Vincent Regan: Bradley, o assistente do fotógrafo
- Colin Bates: Vincent, o jovem fotógrafo assistente
- Julie-Anne Roth: Valérie Levasseur
- Roland Haslwanter: Péchon